# Steven Erlanger
Steven Erlanger é um jornalista estadunidense que tem sido a chefe do departamento em Paris do The New York Times desde 2008. Erlanger se juntou ao Times em setembro de 1987.
Erlanger tornou-se o chefe do escritório do Times em Paris, sucedendo Elaine Sciolino, em março de 2008.